# 方钝
方钝（1488年—1577年），字仲敏，號礪庵，湖广巴陵縣（今湖南岳阳）人，軍籍，明朝政治人物，官至戶部尚書。

## 生平
正德十一年（1516年）乡试中举，正德十六年（1521年），登辛巳科三甲進士，授內黃縣知縣，改华亭县知县。嘉靖九年（1530年），升任广西道监察御史。嘉靖十年（1531年），轉任河南道监察御史。嘉靖十二年，升任山東巡撫。嘉靖二十年，改任大理寺丞。嘉靖二十五年，升任大理寺少卿。次年，升任大理寺卿。嘉靖二十七年，改任都察院都御史，总理黄河治理。嘉靖二十年，轉任南京户部侍郎，又转户部左侍郎。嘉靖三十一年，升任戶部尚書。因與嚴嵩作對，被嚴嵩授意轉任南京戶部尚書。不久辭職歸鄉。萬曆五年（1577年）卒。

## 家族
曾祖方庭璽。祖父方俛，壽官。父方世華。母胡氏。具庆下。弟方鑄。